# Bengt Frölich
Bengt Frölich, född 1684 i Marstrands församling, död efter 1744, var en svensk greve och militär. Han var son till Carl Gustaf Frölich och far till Bengt Gustaf Frölich.

## Biografi
Frölich blev musketerare vid guvernörsregementet i Riga 1700, fänrik där samma år, löjtnant vid en dragonkår som upprättades där 1701 och kapten vid guvernörsregementet där 1703. Han hamnade därefter i rysk fångenskap och vistades i Kazan, där han gifte sig. Efter att ha återkommit till Sverige 1722 bosatte han sig på Vollsjö gård i Skåne. Frölich blev kapten vid Västgöta-Dals regemente 1723, erhöll överstelöjtnants grad 1724 och avsked 1736. Bengt Hildebrand skriver i Svenskt biografiskt lexikon: "Han hade emellertid ett oroligt lynne, vilket i förening med en svärmisk religiositet, som påminde om faderns och fasterns, så småningom förde honom i konflikt med samhället." Frölichs fromhetstyp var radikalpietismens. Han uteblev från kyrkan och avstod från den obligatoriska nattvardsgången. Frölich studerade Dippels skrifter och hade förmodligen kontakt med denne, då han 1726 besökte Sverige. Under alla omständigheter stod Frölich i förbindelse med bröderna Jakob och Erik Eriksson. Vintern 1732–1733 korresponderade han med Andreas Rydelius och i april året därpå kallades Frölich inför Lunds domkapitel. Ärendet fördes senare inför Göta hovrätt, som 1739 dömde honom till landsförvisning. Justitierevisionen upphävde hovrättens dom, på grund av att det inte hade bevisats att Frölich propagerat för sina uppfattningar, och återförvisade målet. Efter ytterligare processer fick han Kunglig Majestäts tillstånd att lämna Sverige och reste utomlands våren 1744. Hildebrand avslutar: "F:s tragiska öde är ett vittnesbörd på en gång om den nervösa belastning, som är uppenbar i ätten F:s äldre släktled, och kyrkans obarmhärtiga renlärighetsiver."

### Egendom
Frölich ägde Vollsjö i Vollsjö socken.

### Familj
Frölich gifte sig 1709 i Kazan med Elisabet Berner (död 1740), dotter till den ryske översten och kommendanten Johan Berner i Kazan. De fick tillsammans barnen Beata Elisabet Frölich (1714–1774), landshövdingen Bengt Gustaf Frölich (1715–1783), majoren Johan Frölich (1717–1761), Anna Regina Frölich (1720–1796), Carl Frölich, Henrik Frölich, David Frölich och underofficeren David Frölich (1726–1749).